# فصیح‌الدین هروی
میرزا فصیح‌الدین انصاری هروی با تخلّص فصیحی (؟ -۱۶۳۹م) شاعر فارسی‌زبان سدهٔ یازدهم هجری/هفدهم میلادی بود.

## زندگی
فصیح‌الدین بن ابوالمکارم بن میرجان انصاری هروی، نسبش به عبدالله انصاری می‌رسید؛ پدرش ابوالمکارم و خود فصیح‌الدین در بخارا زاده شدند. پس از چیرگی عبیدالله خان ازبک بر هرات در ۹۹۷ق/۱۵۸۹م، ابوالمکارم با خانواده‌اش به هرات بازگشت و همان‌جا ساکن شد و در همان زمان، فصیح‌الدین ده ساله بود.

فصیحی در هرات تحصیل نمود و در شعر شهرت یافت. او نزد والیان و بیگلربیگی‌های هرات و خراسان ارجمند گشت و آنان را ستود. در ۱۰۲۲ق/۱۶۱۳م ناگهان تصمیم به مهاجرت به هند گرفت، از هرات به قندهار گریخت اما در راه گرفتار سواران والی خراسان شد، او را به هرات بازگرداندند و به فرمان حسین‌خان (والی) به زندان افتاد، اما پس از اندکی بخشوده شد.

چند سال بعد، در عهد حسن‌خان شاملو و در نشستی نزد او، مناظره‌ای میان حکیم شفایی و فصیحی روی داد. در این مناظرهٔ ادبی که به مشاجره انجامیده بود، «حسن‌خان جانب فصیحی را گرفت، شفایی رنجید و از هرات برآمد و فصیحی را هجو گفت.»

هنگام سفر عباس یکم هرات به سال ۱۰۳۱ق/۱۶۲۲ق به هرات، او فصیحی را مورد توجه خویش قرار داد.

فصیحی هروی در سال ۱۰۴۹ق/۱۶۳۹م درگذشت.

## شعر او
شعر فصیحی را «روان و سالم و بسیار متمایل به شیوهٔ استادان خراسان» وصف نموده‌اند. به دیدگاه ذبیح‌الله صفا، «غور در مضمون‌های دقیق و فداکردن الفاظ در راه بیان آن‌ها در سخن او مشهود نیست و او هر معنی و نکته‌ای که انتخاب می‌کرد در بیان صریح و روان خود به سادگی و بی‌آنکه به ترکیب‌های استعاری پیچیده و دشوار نظر داشته باشد به شعر درمی‌آورد.» از جمله نقدها به شعر او، خالی بودن آن از مضمون‌های دقیق و نادر بودن مضمون تازه در آن‌هاست.

## نمونه اشعار
| به چین ابروی ناصح ز گریه بس نکنم |  | کسی نبسته به زنجیر موج ، دریا را |
| گذشت عمر و ندیدم فروغ صبحدمی     |  | به خاک برد شبم آرزوی فردا را     |

| گر شاهد غم جلوه کند کام نگیرم    |  | ور خون جگر باده شود جام نگیرم |
| بادم که به گل نیست مرا تاب نشستن |  | در باغ درون آیم و آرام نگیرم  |

| ای شمع گرت ذوق غم آموختن است    |  | این سوختن تو عمر اندوختن است  |
| ور زان که برای مجلس افروختن است |  | صد بار نسوختن به از سوختن است |

| آن شب که می از لبت شکرنوش شود |  | کاش آن شب را صبح فراموش شود  |
| نی نی گرهی ز زلف پر خم بگشای  |  | تا صبح به صد هوس سیه پوش شود |

| ره گر این است درین بادیه گمراهی به |  | خنده غفلتم از گریه آگاهی به |
| چون تپد در هوس دست طلب دامن یار    |  | دست امید مرا حسرت کوتاهی به |

| پریشان زاده چون زلفیم و از شوق |  | سر زلف پریشان را پرستیم        |
| دو رنگی در عبادتگاه ما نیست    |  | به یک دل کفر و ایمان را پرستیم |